# Four Songs (Alexi Murdoch)
Four Songs (Nederlands: Vier liedjes) is de debuut-ep van Alexi Murdoch. De ep kwam uit in november 2002. Er zijn slechts 40.000 stuks van uitgebracht. Het bekendste nummer op de ep is Orange Sky. Dit nummer kwam in enkele Amerikaanse televisieseries voor, waaronder Prison Break en House.

## Tracklist
1. "It's Only Fear" – 4:22
2. "Orange Sky" – 6:19
3. "Blue Mind" – 5:15
4. "Song For You" – 4:17